# Ludvík Vaculík

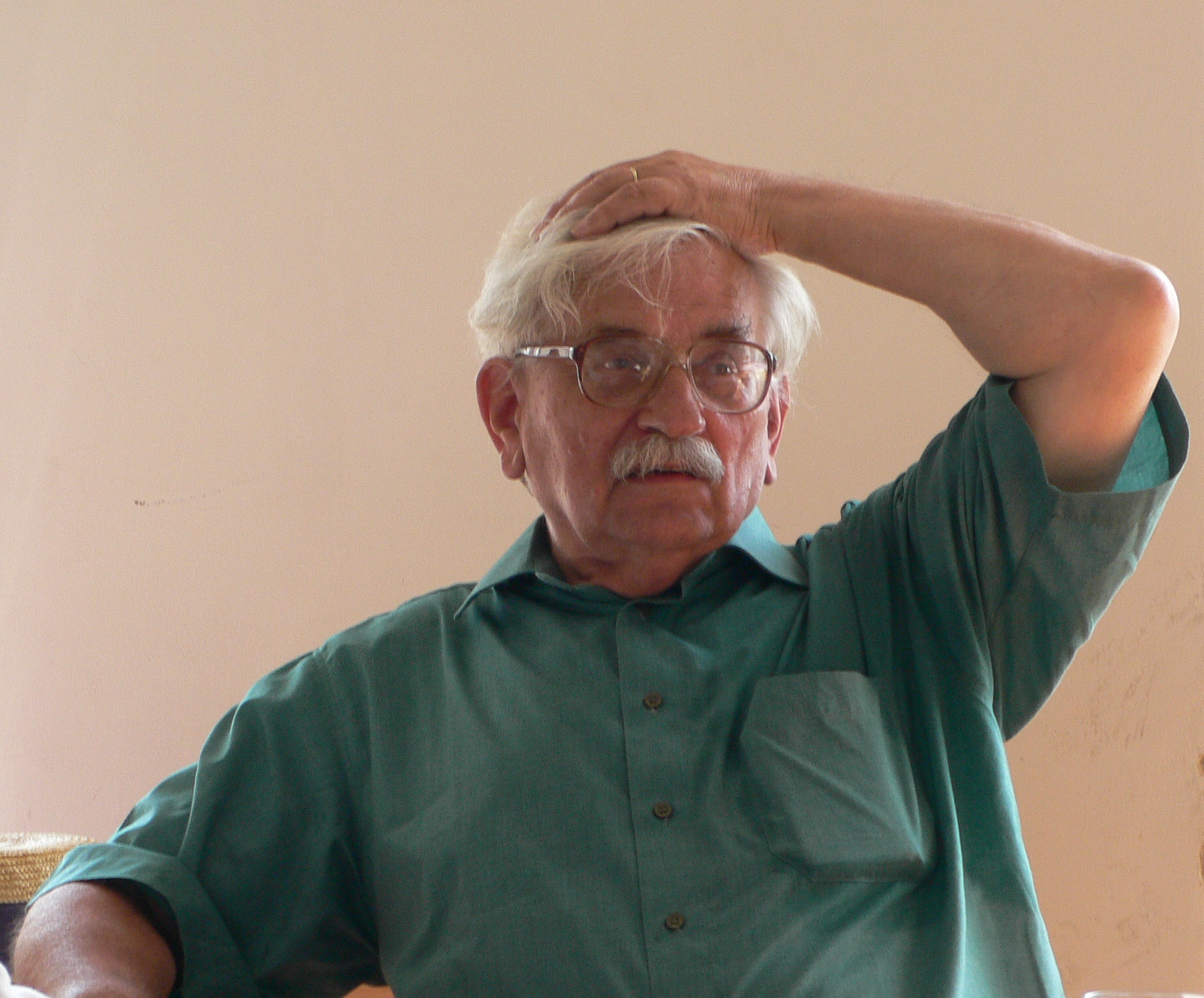
Ludvík Vaculík 2006.

Ludvík Vaculík, född 23 juli 1926 i Brumov, Tjeckoslovakien, död 6 juni 2015 i Prag, var en tjeckisk författare. Vaculík är mest känd som en så kallad samizdatförfattare, under pragvåren 1968 skrev han bland annat det berömda manifest som kallades "Tvåtusen ord" , som krävde demokratiska reformer i landet. Under 1970- och 1980-talet var han medlem av den politiska reformgruppen charta 77.

## Utmärkelser
Asteroiden 10872 Vaculík är uppkallad efter honom.